# جورج آيرلادند (مدرب كرة سلة)
جورج آيرلادند (بالإنجليزية: George Ireland)‏ هو مدرب كرة سلة أمريكي، ولد في 15 يونيو 1913 في ماديسون في الولايات المتحدة، وتوفي في 14 سبتمبر 2001 في إديسون في الولايات المتحدة.

## وصلات خارجية
- جورج آيرلادند على موقع كلية كرة السلة في سبورتس رفرنس.كوم (الإنجليزية)